# Luis García Fernández
Luis García Fernández (Oviedo, 6 februari 1981) is een gewezen Spaans profvoetballer en huidig coach.

## Spelerscarrière
Luis García begon zijn profloopbaan in 2001 bij Real Madrid Castilla, het tweede elftal van Real Madrid. Vervolgens speelde hij voor Real Murcia (2003-2004) en Real Mallorca (2004-2005) voordat de aanvaller in 2005 gecontracteerd werd door RCD Espanyol. Met de Catalaanse club won Luis García in 2006 de Copa del Rey. In de finale tegen Real Zaragoza (4-1) maakte hij twee doelpunten.
In 2007 haalde Luis García met RCD Espanyol de finale van de UEFA Cup. Hierin was Sevilla FC echter na strafschoppen de betere. Luis García was een van de Espanyol-spelers die miste.
Vanaf 2014 voetbalde Garcia voor KAS Eupen. Hij was er jaren vaste kapitein en leider van de ploeg. Hij dwong met de ploeg uit de Oostkantons in 2016 promotie af naar de hoogste afdeling van het Belgische voetbal. Hij eindigde er zijn spelerscarrière in 2019.
Hij beschikte over een grote dosis tactische kennis en vista op het speelveld. Daarnaast had hij ook een fantastische traptechniek die hij meermaals tentoonstelde gedurende zijn lange voetbalcarrière.

## Clubstatistieken
| seizoen                      | club                 | land            | competitie         | wed. | goals |
| ---------------------------- | -------------------- | --------------- | ------------------ | ---- | ----- |
| 2001/02                      | Real Madrid Castilla | Vlag van Spanje | Segunda División B | 40   | 2     |
| 2002/03                      | Real Madrid Castilla | Vlag van Spanje | Segunda División B | 33   | 18    |
| 2003/04                      | Real Murcia          | Vlag van Spanje | Primera División   | 38   | 11    |
| 2004/05                      | Real Mallorca        | Vlag van Spanje | Primera División   | 37   | 11    |
| 2005/06                      | RCD Espanyol         | Vlag van Spanje | Primera División   | 36   | 10    |
| 2006/07                      | RCD Espanyol         | Vlag van Spanje | Primera División   | 36   | 10    |
| 2007/08                      | RCD Espanyol         | Vlag van Spanje | Primera División   | 37   | 13    |
| 2008/09                      | RCD Espanyol         | Vlag van Spanje | Primera División   | 37   | 5     |
| 2009/10                      | RCD Espanyol         | Vlag van Spanje | Primera División   | 36   | 3     |
| 2010/11                      | RCD Espanyol         | Vlag van Spanje | Primera División   | 18   | 5     |
| 2011/12                      | RCD Espanyol         | Vlag van Spanje | Primera División   | 1    | 0     |
| 2011/12                      | Real Zaragoza        | Vlag van Spanje | Primera División   | 34   | 4     |
| 2012/13                      | → Tigres UANL        | Vlag van Mexico | Liga MX            | 27   | 5     |
| 2013/14                      | Real Zaragoza        | Vlag van Spanje | Segunda División A | 26   | 4     |
| 2014/15                      | KAS Eupen            | Vlag van België | Proximus League    | 34   | 4     |
| 2015/16                      | KAS Eupen            | Vlag van België | Proximus League    | 30   | 6     |
| 2016/17                      | KAS Eupen            | Vlag van België | Jupiler Pro League | 32   | 5     |
| 2017/18                      | KAS Eupen            | Vlag van België | Jupiler Pro League | 32   | 7     |
| 2018/19                      | KAS Eupen            | Vlag van België | Jupiler Pro League | 35   | 8     |
| Totaal                       | Totaal               | Totaal          | Totaal             | 599  | 131   |
| Bijgewerkt op 21 april 2019. |                      |                 |                    |      |       |

## Interlandcarrière
Luis García debuteerde op 2 juni 2007 in het Spaans nationaal elftal in de EK-kwalificatiewedstrijd tegen Letland. Vanwege een blessure van eerste keus Fernando Torres startte de aanvaller in de basis. Hij verzamelde zeven caps voor zijn land.

## Trainerscarrière
García volgde in 2018 samen met nog andere Spaanse vedetten een trainerscursus. Hij startte in 2019 zijn loopbaan als jeugdtrainer van CF Damm, een Spaanse voetbalclub uit het district Nou Barris in Barcelona. In de zomer van 2022 ging hij aan de slag als hoofdtrainer van RSC Internacional FC, een Spaanse vijfdeklasser die vanaf dat jaar als C-elftal van Real Madrid zou fungeren.
Op 3 april 2023 werd García aangesteld als nieuwe trainer van RCD Espanyol, waar hij de opvolger werd van Diego Martínez. Espanyol stond op dat moment, met nog elf speeldagen te gaan, achttiende in de Primera División. Met Internacional stond hij op dat moment tweede in zijn groep in de Tercera Federación. Met nog drie speeldagen te gaan was de club al zeker dat het minstens aan de promotie-playoffs zou mogen deelnemen, al was ook de titel nog een optie, aangezien Internacional op dat moment maar een punt minder telde dan leider CDE Ursaria.  Hij kon echter niet voorkomen dat Espanyol degradeerde en startte dus het seizoen maar met één doelstelling, namelijk de verloren plaats op het hoogste niveau terug te winnen.  Toen de ploeg na enkele mindere prestatie op 5 november 2023 echter maar op de vijfde plaats stond, werd hij ontslagen.
1 García ·
3 Gómez  ·
4 Kumbulla ·
5 Calero ·
6 Cabrera ·
7 Puado ·
8 Expósito ·
9 Véliz ·
10 Lozano ·
11 Milla ·
12 Tejero ·
13 Pacheco ·
14 Oliván ·
15 Gragera ·
16 Cheddira ·
17 Carreras ·
18 Aguado ·
19 Sánchez ·
20 Král ·
22 Romero ·
23 El Hilali ·
24 Cardona ·
31 Roca ·
33 Fortuño ·
37 Ünüvar ·
Coach: González